# 哈乐镇

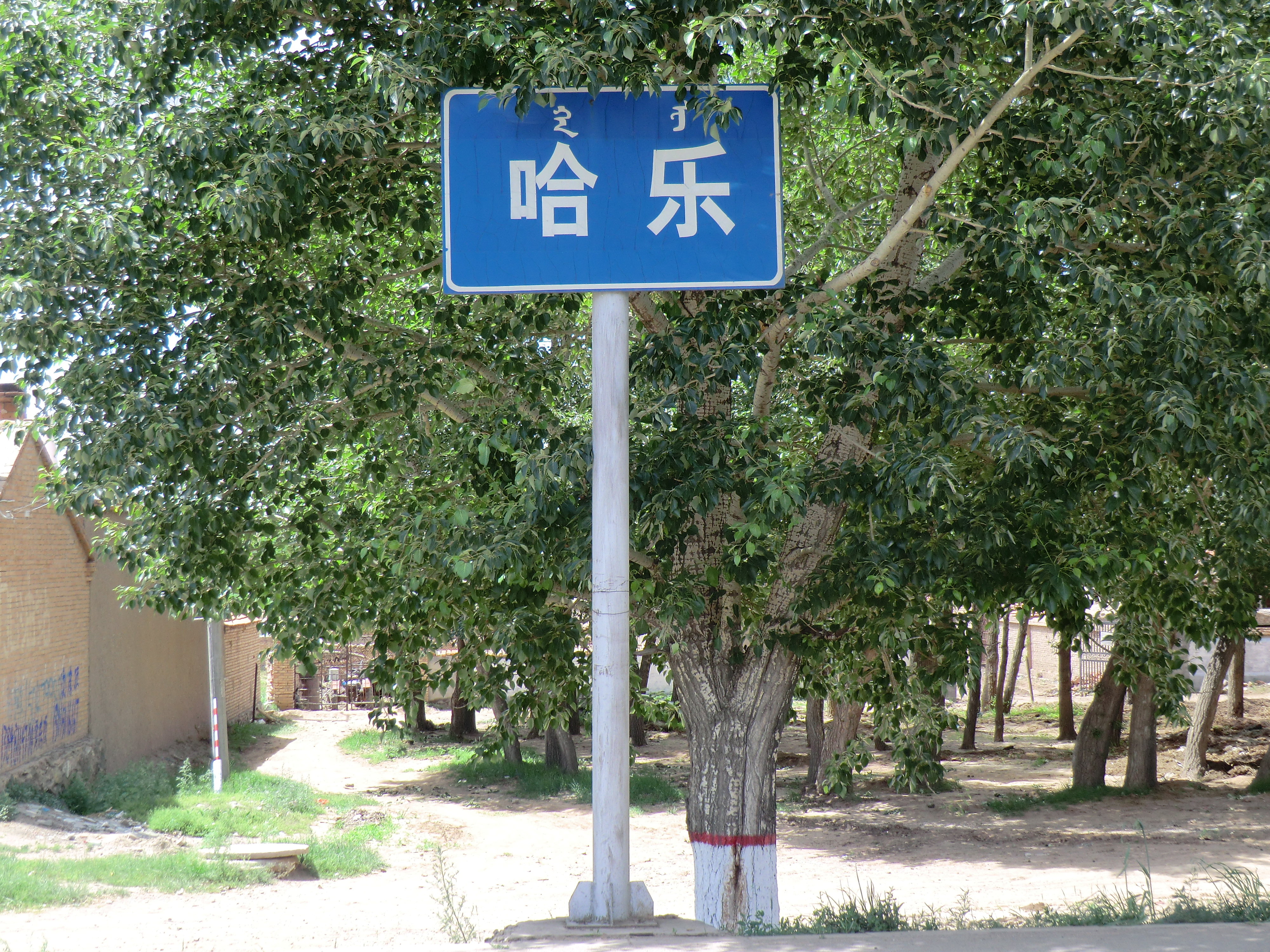

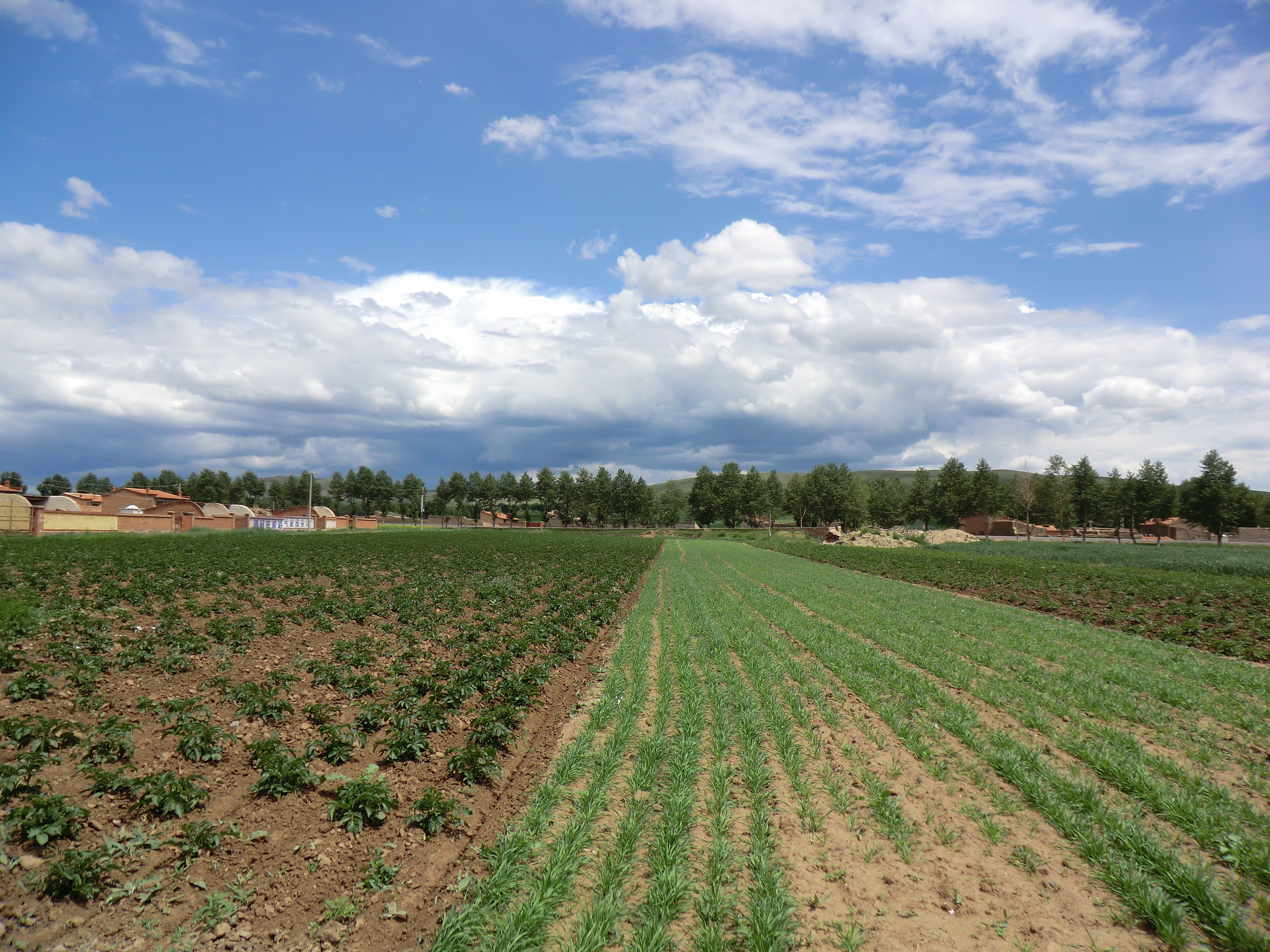

哈乐镇，是中华人民共和国内蒙古自治区呼和浩特市武川县下辖的一个乡镇级行政单位。

## 行政区划
哈乐镇下辖以下地区：
圪料坝村、八股地村、旧营子村、白沙泉子村、根根渠村、查汉脑包村、德胜营村、乌素图村、车辅村、卜圪素村和义兴元村。